# Андрија Гавриловић
Андрија Гавриловић (Београд, 13. јануар 1965) је српски кошаркашки тренер. 

## Каријера
Тренерску каријеру је почео 1986. у млађим селекцијама Црвене звезде. Тада је тренирао између осталог и Небојшу Илића, Александра Трифуновића, Растка Цветковића, Мирка Павловића, Слободана Каличанина, касније и Николу Јестратијевића, Срђана Јовановића, Милана Рељића, Игора Перовића. Године 1993. одлази у Италију где је радио у разним кошаркашким академијама, а касније је почео да добија ангажмане у великим европским клубовима.
Од 2003. до 2006. године је радио у Виртусу из Болоње, две сезоне у Другој и једну у Првој лиги. Ту је био помоћник Алберту Бучију, Зарету Марковском и Ђордану Консолинију. Током боравка у Италији упознао се са Серђом Скариолом који га је 2006. позвао у Уникаху из Малаге. Са Скариолом је сарађивао наредне две сезоне, потом је сезону 2008/09. провео као помоћник Аци Петровићу у УНИКС-у из Казања. Наредних шест сезона је био у Химкију. Био је помоћник Скариолу годину и по дана, затим Римасу Куртинаитису пет и по година, и на крају неколико месеци Душку Ивановићу.
У лето 2018. се враћа у Црвену звезду, као помоћни тренер Милану Томићу. Након што је Томић напустио клуб 22. октобра 2019, Гавриловић је као привремено решење преузео место првог тренера Црвене звезде. Као вршилац дужности је водио Црвену звезду до 23. новембра 2019. када је место првог тренера преузео Драган Шакота.

## Успеси
Као помоћни тренер
- УНИКС Казањ:
  - Куп Русије (1): 2008/09.
- Химки:
  - Еврокуп (2): 2011/12, 2014/15.
  - ВТБ јунајтед лига (1): 2010/11.
- Црвена звезда:
  - Првенство Србије (1): 2018/19.
  - Јадранска лига (1): 2018/19.
  - Суперкуп Јадранске лиге (1): 2018.